# ACAB. All cops are bastards
ACAB. All cops are bastards è un romanzo di Carlo Bonini, edito e pubblicato nel 2009 da Einaudi Editore.
Il libro narra e racconta le storie di un gruppo di poliziotti di una immaginaria unità del reparto mobile "celere" della Polizia di Stato di Roma. Le vicende descritte nel libro seppur romanzate, sono ispirati a fatti realmente accaduti. Il titolo del libro riprende l'omonimo slogan skinhead coniato negli anni Settanta.
Dal libro sono state realizzate due opere audiovisive: nel 2012 ne è stata realizzata ACAB - All Cops Are Bastards, trasposizione cinematografica per la regia di Stefano Sollima (da cui è stata fatta anche una colonna sonora), mentre nel 2025 ne viene tratta su Netflix una serie televisiva, ACAB - La serie, per la regia di Michele Alhaique.

## Trama
Il racconto segue le vicissitudini di tre poliziotti chiamati Michelangelo, Drago e lo Sciatto, di stanza nel reparto mobile della polizia di stato di Roma, durante lo svolgimento delle loro attività lavorative quotidiane, in particolare durante la mobilitazione per proteste, manifestazioni e partite di calcio, tutti caratterizzati da episodi di disordine pubblico, violenza e scontri.